# Pararaeolaimus nudus
Pararaeolaimus nudus är en rundmaskart som först beskrevs av Gerlach 1951.  Pararaeolaimus nudus ingår i släktet Pararaeolaimus och familjen Axonolaimidae. Arten är reproducerande i Sverige. Inga underarter finns listade i Catalogue of Life.